# Pływanie na Letnich Igrzyskach Olimpijskich 1964 – 100 m stylem motylkowym kobiet
100 m stylem motylkowym kobiet – jedna z konkurencji pływackich rozgrywanych podczas XVIII Igrzysk Olimpijskich w Tokio. Eliminacje odbyły się 14 października, półfinały 15 października, a finał 16 października 1964 roku.
Złoty medal zdobyła Amerykanka Sharon Stouder, bijąc jednocześnie rekord świata czasem 1:04,7. Srebro wywalczyła była rekordzistka globu, Holenderka Ada Kok (1:05,6). Na najniższym stopniu podium znalazła się Kathleen Ellis ze Stanów Zjednoczonych (1:06,0).
Wcześniej rekord olimpijski ustanawiały kolejno w eliminacjach: Amerykanki Kathleen Ellis (1:07,8), Donna de Varona (1:07,5) oraz Sharon Stouder (1:07,0). Dzień później Stauder poprawiła jeszcze ten rekord, uzyskawszy w półfinale czas 1:05,6.

## Rekordy
Przed zawodami rekord świata i rekord olimpijski wyglądały następująco:
| Rekord            | Zawodniczka     | Czas   | Miejsce   | Data             |       |
| ----------------- | --------------- | ------ | --------- | ---------------- | ----- |
| Rekord świata     | Ada Kok         | 1:05,1 | Blackpool | 30 maja 1964     | [ 1 ] |
| Rekord olimpijski | Carolyn Schuler | 1:09,5 | Rzym      | 30 sierpnia 1960 | [ 2 ] |

W trakcie zawodów ustanowiono następujące rekordy:
| Data            | Etap konkurencji      | Zawodnik        | Czas   | Rekord |
| --------------- | --------------------- | --------------- | ------ | ------ |
| 14 października | wyścig eliminacyjny 1 | Kathleen Ellis  | 1:07,8 | OR     |
| 14 października | wyścig eliminacyjny 2 | Donna de Varona | 1:07,5 | OR     |
| 14 października | wyścig eliminacyjny 4 | Sharon Stouder  | 1:07,0 | OR     |
| 15 października | półfinał 1            | Sharon Stouder  | 1:05,6 | OR     |
| 16 października | finał                 | Sharon Stouder  | 1:04,7 | WR     |

## Wyniki

### Eliminacje
| Miejsce | Wyścig | Tor | Zawodniczka                | Państwo                       | Czas     | Uwagi |
| ------- | ------ | --- | -------------------------- | ----------------------------- | -------- | ----- |
| 1.      | 4      | 2   | Sharon Stouder             | Stany Zjednoczone             | 1:07,0   | Q,    |
| 2.      | 2      | 6   | Donna de Varona            | Stany Zjednoczone             | 1:07,5   | Q     |
| 3.      | 1      | 2   | Kathleen Ellis             | Stany Zjednoczone             | 1:07,8   | Q     |
| 4.      | 3      | 4   | Ada Kok                    | Holandia                      | 1:07,8   | Q     |
| 5.      | 3      | 7   | Eila Pyrhönen              | Finlandia                     | 1:07,9   | Q     |
| 6.      | 1      | 3   | Eiko Takahashi             | Japonia                       | 1:08,4   | Q     |
| 7.      | 4      | 5   | Ute Noack                  | Wspólna Reprezentacja Niemiec | 1:09,2   | Q     |
| 8.      | 2      | 3   | Mary-Anne Cotterill        | Wielka Brytania               | 1:09,4   | Q     |
| 9.      | 3      | 3   | Marianne Humeniuk          | Kanada                        | 1:09,5   | Q     |
| 10.     | 2      | 2   | Mary Stewart               | Kanada                        | 1:09,9   | Q     |
| 11.     | 3      | 6   | Márta Egerváry             | Węgry                         | 1:10,3   | Q     |
| 12.     | 5      | 6   | Glenda Phillips            | Wielka Brytania               | 1:10,3   | Q     |
| 13.     | 5      | 3   | Anna Maria Cecchi          | Włochy                        | 1:10,3   | Q     |
| 14.     | 5      | 4   | Heike Hustede              | Wspólna Reprezentacja Niemiec | 1:10,5   | Q     |
| 15.     | 2      | 4   | Kimiko Sato                | Japonia                       | 1:10,6   | Q     |
| 16.     | 1      | 5   | Judy Gegan                 | Wielka Brytania               | 1:10,8   | Q     |
| 17.     | 3      | 1   | Tetiana Dewiatowa          | ZSRR                          | 1:11,1   |       |
| 18.     | 1      | 6   | Adrie Lasterie             | Holandia                      | 1:11,2   |       |
| 19.     | 4      | 7   | Walentina Jakowlewa        | ZSRR                          | 1:11,2   |       |
| 20.     | 4      | 1   | Helen Kennedy              | Kanada                        | 1:11,2   |       |
| 21.     | 3      | 5   | Jenny Wood                 | Rodezja Południowa            | 1:11,3   |       |
| 22.     | 1      | 4   | Linda McGill               | Australia                     | 1:11,7   |       |
| 23.     | 5      | 1   | Silvia Belmar              | Meksyk                        | 1:12,1   |       |
| 24.     | 4      | 4   | Hiroko Saito               | Japonia                       | 1:13,1   |       |
| 25.     | 5      | 7   | María Ballesté             | Hiszpania                     | 1:13,1   |       |
| 26.     | 1      | 1   | Ursel Brunner              | Wspólna Reprezentacja Niemiec | 1:13,6   |       |
| 27.     | 5      | 5   | Jan Turner                 | Australia                     | 1:14,4   |       |
| 28.     | 4      | 6   | Gillian de Greenlaw        | Australia                     | 1:14,8   |       |
| 29.     | 3      | 2   | Ann Lallande               | Portoryko                     | 1:17,1   |       |
| 30.     | 1      | 7   | Molly Tay                  | Malezja                       | 1:23,0   |       |
| 31.     | 4      | 3   | Margaret Harding           | Portoryko                     | 1:23,7   |       |
| 35. !   | 2      |     | Éva Erdélyi                | Węgry                         | 9:99,9 ! | DNS   |
| 35. !   | 2      |     | Lotten Andersson           | Szwecja                       | 9:99,9 ! | DNS   |
| 35. !   | 5      |     | Judit Turóczy              | Węgry                         | 9:99,9 ! | DNS   |
| 35. !   | 5      |     | Hrafnhildur Guðmundsdóttir | brak flagi                    | 9:99,9 ! | DNS   |

### Półfinały

#### Półfinał 1
| Miejsce | Tor | Zawodniczka       | Państwo                       | Czas   | Uwagi |
| ------- | --- | ----------------- | ----------------------------- | ------ | ----- |
| 1.      | 4   | Sharon Stouder    | Stany Zjednoczone             | 1:05,6 | Q,    |
| 2.      | 5   | Ada Kok           | Holandia                      | 1:05,9 | Q     |
| 3.      | 3   | Eila Pyrhönen     | Finlandia                     | 1:07,9 | Q     |
| 4.      | 2   | Marianne Humeniuk | Kanada                        | 1:09,2 |       |
| 5.      | 6   | Ute Noack         | Wspólna Reprezentacja Niemiec | 1:09,3 |       |
| 6.      | 7   | Glenda Phillips   | Wielka Brytania               | 1:10,6 |       |
| 7.      | 1   | Márta Egerváry    | Węgry                         | 1:10,7 |       |
| 8.      | 8   | Kimiko Sato       | Japonia                       | 1:11,2 |       |

#### Półfinał 2
| Miejsce | Tor | Zawodniczka         | Państwo                       | Czas   | Uwagi |
| ------- | --- | ------------------- | ----------------------------- | ------ | ----- |
| 1.      | 5   | Kathleen Ellis      | Stany Zjednoczone             | 1:07,2 | Q     |
| 2.      | 4   | Donna de Varona     | Stany Zjednoczone             | 1:07,7 | Q     |
| 3.      | 3   | Eiko Takahashi      | Japonia                       | 1:07,8 | Q     |
| 4.      | 2   | Mary Stewart        | Kanada                        | 1:08,6 | Q     |
| 5.      | 1   | Heike Hustede       | Wspólna Reprezentacja Niemiec | 1:08,8 | Q     |
| 6.      | 6   | Mary-Anne Cotterill | Wielka Brytania               | 1:09,4 |       |
| 7.      | 7   | Anna Maria Cecchi   | Włochy                        | 1:10,4 |       |
| 8.      | 8   | Judy Gegan          | Wielka Brytania               | 1:10,5 |       |

### Finał
| Miejsce | Tor | Zawodniczka     | Państwo                       | Czas   | Uwagi |
| ------- | --- | --------------- | ----------------------------- | ------ | ----- |
| 1. !    | 4   | Sharon Stouder  | Stany Zjednoczone             | 1:04,7 | WR    |
| 2. !    | 5   | Ada Kok         | Holandia                      | 1:05,6 |       |
| 3. !    | 3   | Kathleen Ellis  | Stany Zjednoczone             | 1:06,0 |       |
| 4.      | 7   | Eila Pyrhönen   | Finlandia                     | 1:07,3 |       |
| 5.      | 6   | Donna de Varona | Stany Zjednoczone             | 1:08,0 |       |
| 6.      | 8   | Heike Hustede   | Wspólna Reprezentacja Niemiec | 1:08,5 |       |
| 7.      | 2   | Eiko Takahashi  | Japonia                       | 1:09,1 |       |
| 8.      | 1   | Mary Stewart    | Kanada                        | 1:10,0 |       |